# لی هیونگ سوک
لی هیونگ سوک (کره‌ای: 이형석؛ زادهٔ ۹ سپتامبر ۲۰۰۰) بازیگر اهل کره جنوبی است. او حرفهٔ خود را به عنوان بازیگر خردسال آغاز کرد. او در افسانه دونگ‌یی ایفای نقش کرده‌است.

## حرفه
لی در سال ۲۰۰۸ و با ایفای نقش در مجموعهٔ ام‌بی‌سی به نام وکلای جمهوری بزرگ کره حرفهٔ بازیگری خود را آغاز کرد. در سال ۲۰۱۰، او در مجموعهٔ ام‌بی‌سی به نام افسانه دونگ‌یی ایفای نقش کرد.

## فیلم‌شناسی

### فیلم
| سال  | عنوان         | نقش                    |
| ---- | ------------- | ---------------------- |
| ۲۰۰۸ | مادر و دختران | کودک تماشاچی           |
| ۲۰۱۱ | ماما          | وون جه                 |
| ۲۰۱۱ | رنگ پریده     | بین                    |
| ۲۰۱۱ | بازی کامل     | چول گو                 |
| ۲۰۱۲ | دینو کینگ     | جوانی اسپکل (تنها صدا) |

### مجموعه‌های تلویزیونی
| سال  | عنوان                 | نقش                     | شبکه            |
| ---- | --------------------- | ----------------------- | --------------- |
| ۲۰۰۸ | وکلای جمهوری بزرگ کره | اوه گوک                 | ام‌بی‌سی          |
| ۲۰۰۹ | رومنس صفر             |                         | ام‌بی‌سی دراما نت |
| ۲۰۰۹ | زندگی خوبه            | گو او-جین               | ام‌بی‌سی          |
| ۲۰۱۰ | افسانه دونگ‌یی         | لی گوم / شاهزاده یونینگ | ام‌بی‌سی          |
| ۲۰۱۰ | جذاب تر در روز        | بچه خیابانی (قسمت ۳)    | ام‌بی‌سی          |
| ۲۰۱۲ | دکتر جین              | گوجونگ (جوانی)          | ام‌بی‌سی          |
| ۲۰۱۳ | بزرگ‌ترین              | جونگ بوک (جوانی)        | جی‌تی‌بی‌سی        |
| ۲۰۱۵ | وبتون هیرو توندرا شو  | کیم کوانگ مین           | ام‌بی‌سی اوری۱    |

## جوایز و نامزدی‌ها
| سال  | مراسم جوایز                       | دسته               | اثر نامزد شده | نتیجه |
| ---- | --------------------------------- | ------------------ | ------------- | ----- |
| ۲۰۰۹ | بیست و هشتمین جوایز درامای ام‌بی‌سی | بهترین بازیگر جوان | زندگی خوبه    | برنده |
| ۲۰۱۰ | بیست و نهمین جوایز درامای ام‌بی‌سی  | بهترین بازیگر جوان | افسانه دونگ‌یی | برنده |